# Guianacara
Genre
Guianacara est un genre de poissons de la famille des Cichlidae. Toutes ses espèces sont endémiques de l'Amérique du Sud.

## Liste des espèces
Selon FishBase (1 février 2016) :
- Guianacara cuyunii López-Fernández, Taphorn Baechle & Kullander, 2006
- Guianacara dacrya Arbour & López-Fernández, 2011
- Guianacara geayi (Pellegrin, 1902)
- Guianacara oelemariensis Kullander et Nijssen, 1989
- Guianacara owroewefi Kullander et Nijssen, 1989
- Guianacara sphenozona Kullander et Nijssen, 1989
- Guianacara stergiosi López-Fernández, Taphorn Baechle & Kullander, 2006

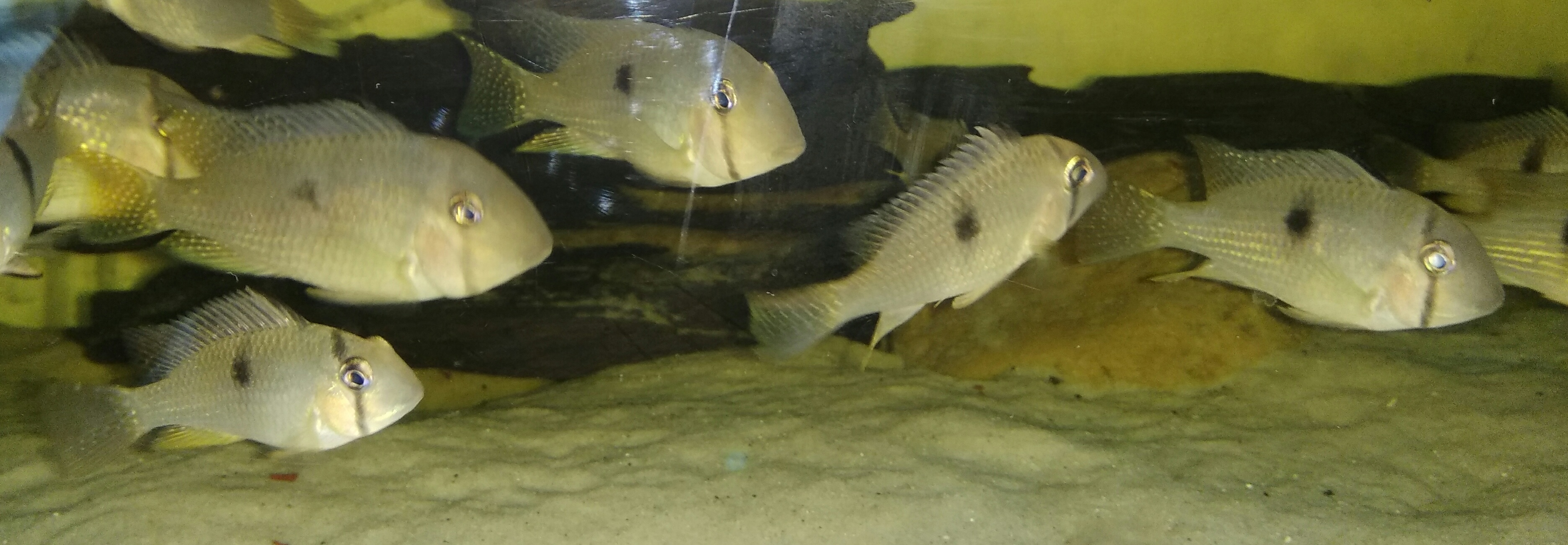
Guianacara stergiosi.

## Reproduction
Pondeur sur substrat, le couple défend un territoire.